# Carnivore domestique

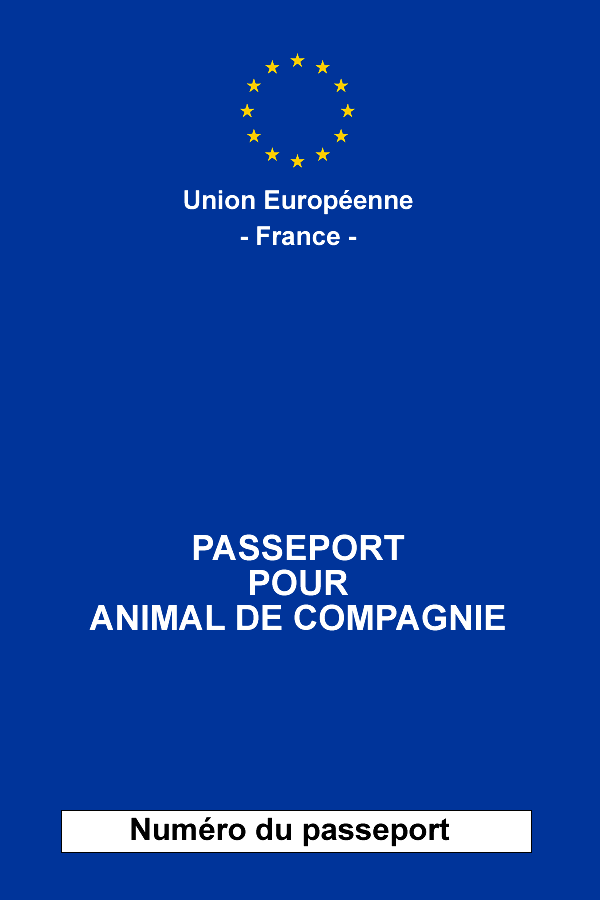
Version française du passeport européen pour animal de compagnie délivré aux carnivores domestiques

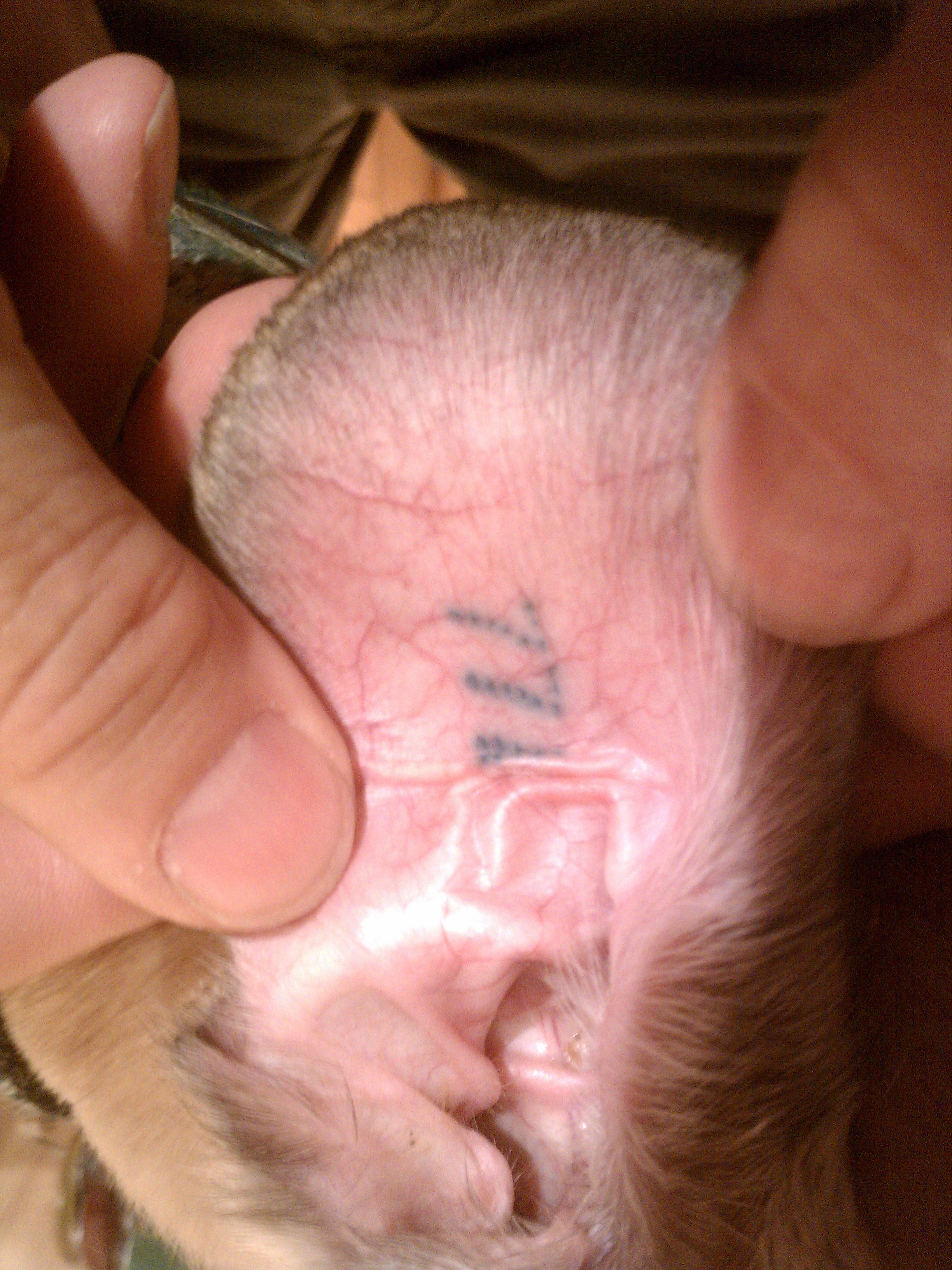
Oreille de chien tatouée (ce mode d'identification n'est plus valable pour voyager au sein de l'UE depuis juillet 2011)

Les carnivores domestiques sont des carnivores de domestication ancienne utilisés comme animaux de compagnie, soumis à une législation particulière dans certains pays et portant essentiellement sur leur identification, leur vaccination et leur confère une reconnaissance mutuelle en matière de transit international. Cette législation les distingue des autres animaux de compagnie, des équidés et des animaux de production (bétail, animaux de basse-cour d'élevage et d'aquaculture dont la finalité est principalement alimentaire). En Europe, il s'agit des trois espèces de mammifères représentant la majorité des animaux de compagnie présents dans les pays concernés : le chien, le chat et le furet.

## Espèces concernées
De nombreux nouveaux animaux de compagnie (NAC) sont carnivores mais ne bénéficient toutefois pas toujours de ce statut qui a uniquement un caractère légal et non biologique. En effet les conventions internationales précisent les espèces entrant dans la définition des carnivores domestiques.
Sont concernés par ce statut, les espèces suivantes, de domestication ancienne :
- Le chien, domestiqué au Paléolithique[1], est la première espèce animale à avoir été domestiquée par l'homme. Il est issu d'une longue cohabitation entre les loups et l'homme chassant les mêmes proies. Il est progressivement apprivoisé, puis domestiqué pour la chasse par les populations de chasseurs-cueilleurs préhistoriques.
- Le chat, domestiqué au VIe millénaire av. J.-C. et utilisé à l'origine pour chasser les rongeurs dans les lieux de stockage des céréales.
- Le furet, domestiqué au Ier millénaire av. J.-C. et utilisé à l'origine pour chasser les rongeurs dans les lieux de stockage des céréales ainsi que pour la chasse au lapin dans les terriers.

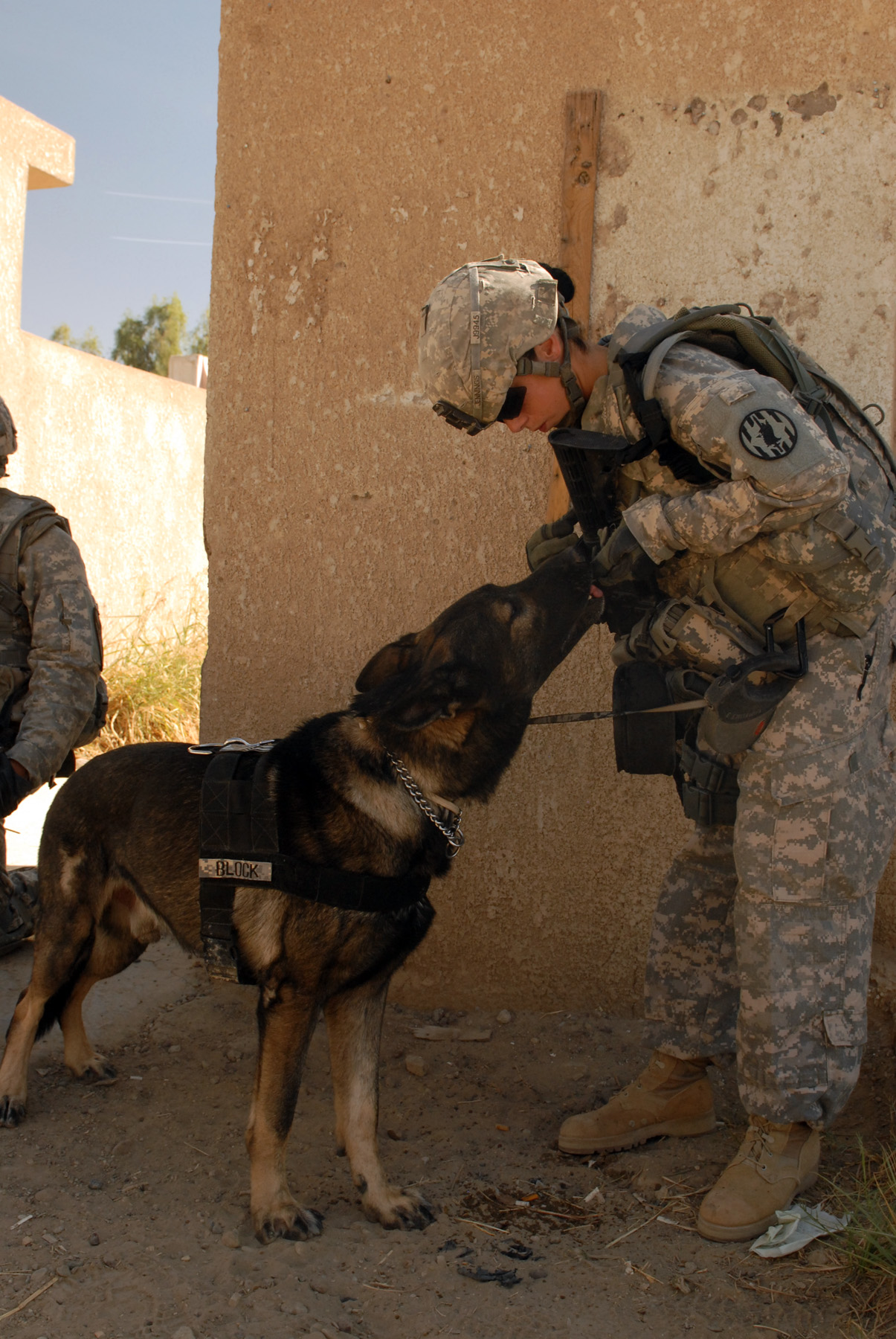
Chien militaire (U.S. Army)
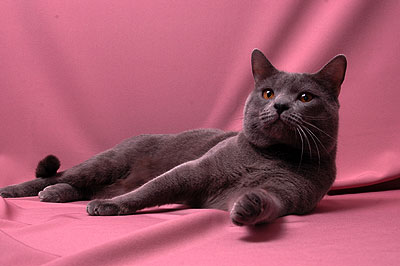
Chat de race Chartreux
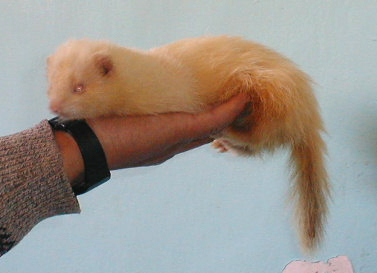
Furet Albinos

## Passeport européen
En Europe, ces animaux doivent posséder un passeport européen pour voyager à l'international et pour cela être vaccinés contre la rage et identifiés. Cette identification se fait obligatoirement à l'aide d'une puce électronique sous-cutanée depuis le 4 juillet 2011. Ce circuit intégré basé sur le principe de la radio-identification est généralement insérée au niveau de la gouttière jugulaire gauche de l'animal. Auparavant l'identification était faite par tatouage.

### Codification RFID
Le code à quinze chiffres permet d'identifier chaque animal de manière unique, il est défini de la manière suivante :
- trois chiffres correspondant au code numérique pays selon la norme ISO 3166-1
- le numéro 26 pour préciser qu'il s'agit d'un carnivore domestique
- deux chiffres correspondant au code attribué au fabricant
- huit chiffres permettant d'obtenir un code national d'identification unique pour l'animal

## Restrictions
Des restrictions au transit existent dans de nombreux pays, la plus répandue est celle qui concerne la circulation des chiens dits « dangereux ». Selon le pays, les chiens des types ou races suivantes ainsi que ceux qui leur sont assimilés peuvent être concernés :
- Akita Inu
- American Staffordshire Terrier
- Bandog
- Berger allemand
- Boerboel
- Bull Terrier
- Cane Corso
- Chien-loup de Saarloos
- Chien-loup tchécoslovaque
- Dogue argentin
- Dogue de Bordeaux
- Fila Brasileiro
- Mastiff
- Pitbull
- Rottweiler
- Staffordshire Bull Terrier
- Tosa Inu

Les furets peuvent également se voir imposer des restrictions. Ainsi, un furet ne peut séjourner au Portugal où il est considéré comme un animal de chasseur et chasser à l'aide d'un furet y est désormais interdit. Le furet est également interdit d'entrée en Australie où la prolifération de furets croisés avec des putois cause des dégâts à la faune locale.

## Sources et références
1. ↑  About.com - Archaeology - Dog History How were Dogs Domesticated? By K. Kris Hirst - Dog history has been studied recently using mitochondrial DNA, which suggests that wolves and dogs split into different species around 100,000 years ago... 
 Plus anciens restes confirmés  vieux de 31 700 ans : Germonpré M., Sablin M.V., Stevens R.E., Hedges R.E.M., Hofreiter M., Stiller M. and Jaenicke-Desprese V., 2009. Fossil dogs and wolves from Palaeolithic sites in Belgium, the Ukraine and Russia: osteometry, ancient DNA and stable isotopes. - Journal of Archaeological Science 2009, vol. 36, no2, pp. 473-490
2. ↑  News-assurances.com - Assurance animale / Puce ou tatouage : Le point sur l’identification des chiens et des chats en 2011